# جون ستون (سياسي)
جون ستون (بالإنجليزية: John Stone) هو موظف مدني وسياسي أسترالي، ولد في 31 يناير 1929 في برث في أستراليا. حزبياً، نشط في الحزب الوطني الأسترالي. وقد انتخب عضو مجلس الشيوخ الأسترالي ‏ عن دائرة كوينزلاند (11 يوليو 1987 – 1 مارس 1990).